# Post-produkcija
Postprodukcija je eden bistvenih elementov celotnega produkcijskega procesa določenega video projekta, naj bo to kratek TV oglas ali celovečerni film. Ko je film posnet, smo takorekoč šele na polovici.

## Postprodukcija kot faza produkcije videa
Postprodukcija je faza, ki se odvija po samem snemanju filma. Zajema snemanje in obdelavo avdio zapisa, obdelavo filmov, fotografij, izdelavo vizualnih efektov in 3D animacij, barvno korekcijo itd… Postprodukcija je splošen termin za vse faze produkcije, ki se zgodijo po že posnetem videu, s postprodukcijo pa se izdelek, tako video kot audio, zaključi in oblikuje v končni master.Postprodukcija je v bistvu skupek različnih procesov združenih pod enotno ime – postprodukcija.V postprodukcijo se pogosto vključuje:
- Montaža slike / TV programa
- Izdelava zvočnega zapisa in glasbenih podlag
- Izdelava in montaža specialnih efektov
- Spreminjanje (konvert) zapisa v različne video formate
- Barvna korekcija
- DVD authoring